# Општина Михаилени (Ботошани)
Михаилени (рум. Mihăileni) општина је у Румунији у округу Ботошани.
Oпштина се налази на надморској висини од 301 m.